# Stehla
Stehla ist ein Ortsteil der Gemeinde Arzberg im Landkreis Nordsachsen in Sachsen.

## Lage

Stehla auf einer geschichtlichen Karte des Kreises Liebenwerda (1910).

Die südliche Grenze der Gemarkung des Ortsteils Stehla bildet die sächsisch-brandenburgische Grenze. Außerdem liegt sie an den östlichen Elbedeichen. Die Staatsstraße 25 führt durch den Ortsteil, nach Arzberg und weiter. Westlich, jenseits der Elbe liegt Belgern und ist mit der Fähre erreichbar.

## Geschichte
Das Zeilendorf mit einer Gewannflur auf 492 Hektar wurde erstmals 1235 als Stele genannt. 1248 ist ein Wilhelmus scuthetus de Stele bezeugt. Bereits 1590 wurde es Stehla genannt. Damals lebten zehn Personen im Ort, 1818 waren es 92, 1910 179, 1950 401 und 1964 266. Die Kirchengemeinde arbeitete mit der Kirchengemeinde Altbelgern zusammen. 1314 gehörte die einstige Ansiedlung behördlich nach Torgau, dann nach Mühlberg/Elbe und Liebenwerda, bevor sie 1952 wieder zu Torgau gehörte.

## Kultur und Sehenswürdigkeiten
→ siehe auch: Liste der Kulturdenkmale in Stehla